# Grapico
Grapico es un refresco carbonatado sin cafeína, con sabor artificial, color púrpura y sabor a uva que se vende en el sureste de Estados Unidos. Cuando se introdujo en 1916, el producto se convirtió rápidamente en un éxito, lo que en parte se debió a dar a entender que Grapico contenía auténtico zumo de uva, a pesar de que contenía zumo falso. En la primavera de 1926, J. Grossman's Sons vendió el negocio de Grapico a la Pan American Manufacturing Company de Nueva Orleans. Pan American continuó con la práctica impropia de J. Grossman's Sons de dar a entender que Grapico contenía auténtico zumo de uva y perdió el derecho a utilizar la palabra "Grapico" para designar su bebida artificial de uva en 1929.
Aunque la línea de la marca de J. Grossman's Sons había terminado, la marca Grapico continuó a través del empresario de Alabama R. R. Rochell y su empresa Grapico Bottling Works, con sede en Birmingham, Alabama. R. R. Rochell se había convertido en cliente mayorista de jarabe de J. Grossman's Sons en el verano de 1917 para servir al mercado de refrescos de Alabama. Para cuando Pan American perdió el nombre de bebida artificial de uva en 1929, Rochell ya vendía Grapico embotellado en Alabama, Florida, Georgia, Mississippi y Luisiana.
Rochell recibió la marca federal de Grapico en 1940, lo que dio a su Grapico Company of America el derecho a utilizar el nombre "Grapico" en todo Estados Unidos. En 1955, Grapico Company of America intentó ampliar sus marcas con sabor a fruta con Orangico, un producto hermano de Grapico que incluía auténtico zumo de naranja. Orangico, a base de zumo de naranja, no se vendió bien y la marca federal acabó caducando. En septiembre de 1981, tanto los derechos de franquicia de la marca Grapico como The Pepsi Bottling Group de Newnan, Georgia, fueron adquiridos por Buffalo Rock, una embotelladora independiente de Pepsi con sede en Birmingham, Alabama. Buffalo Rock recuperó la marca Orangico en 1999 para una bebida de naranja con sabor artificial e introdujo Diet Grapico en 2005. Grapico se produce ahora en las instalaciones de embotellado de Buffalo Rock en Birmingham, Alabama.

## Historia
Grapico se vendió por primera vez en 1914 en Nueva Orleans, Luisiana, por J. Grossman's Sons. En el verano de 1917, el empresario R. R. Rochell y su empresa Grapico Bottling Works, con sede en Birmingham, Alabama, compraron barriles de sirope Grapico a J. Grossman's Sons y embotellaron y vendieron Grapico al mercado de refrescos de Alabama, convirtiéndose en el primer embotellador que compró el sirope al por mayor. El actual distribuidor de Grapico, Buffalo Rock, un embotellador independiente de Pepsi con sede en Birmingham, Alabama, compró el negocio de Grapico en 1981.La línea de ventas al por menor de Grapico de J. Grossman's Sons finalizó en 1929 y la actual Grapico remonta sus raíces al verano de 1917 en Birmingham, Alabama, a través de R. R. Rochell's Grapico.

### J. Grossman's Sons' Grapico

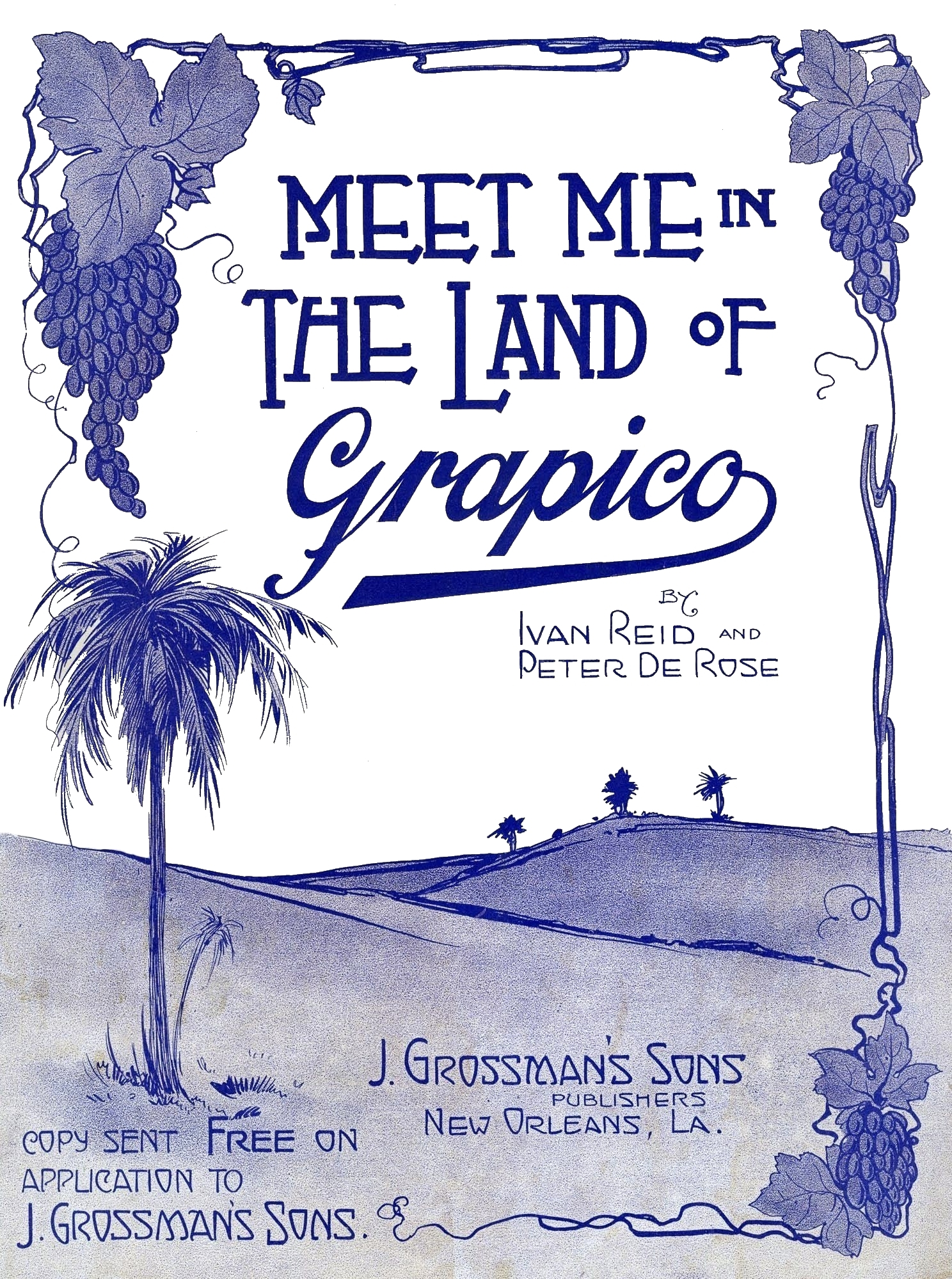
Portada de la canción de 1916,.

J. Grossman's Sons era un negocio que había estado operando en Nueva Orleans, Luisiana, desde al menos 1884. A principios de 1900, el negocio estaba dirigido tanto por Adolph Grossman como por Isidore Grossman.Antes de desarrollar Grapico, J. Grossman's Sons actuó como acreedor. En 1905, por ejemplo, un abogado de cobros demandó con éxito a J. Grossman's Sons para recuperar los honorarios legales por reducir a juicio una deuda de 875 dólares contraída con J. Grossman's Sons.También en 1905, J. Grossman's Sons impidió sin éxito la venta de su garantía prendaria, la casa de un deudor, a la hija del deudor. En enero de 1912, J. Grossman's Sons prestó $1,000 al dueño de una taberna en Lewisburg, Louisiana, a quien demandaron con éxito once meses después para recuperar el monto contra sus bienes raíces.
J. Grossman's Sons comenzó a fabricar Grapico en 1914. En aquella época, Grapico consistía en un jarabe que, mezclado con agua de soda, tenía el sabor, olor y color de una auténtica bebida de uva. El producto estaba coloreado y aromatizado artificialmente con sólo una cantidad infinitesimal de zumo de uva o fruto de la uva.
Antes de 1916, J. Grossman's Sons se puso en contacto con los compositores de jazz estadounidenses Peter DeRose e Ivan Reid para que escribieran una canción sobre Grapico.DeRose, que más tarde entraría en el Songwriters Hall of Fame, produjo la canción acompañada de piano, Meet Me in the Land of Grapico.Meet Me in the Land of Grapico es una balada sentimental de Tin Pan Alley que imaginaba una lejana Tierra de Grapico donde el amor vive para siempre.La canción (véase más abajo) y su carátula aludían a un cenador cubierto de parras de uva en el País de Grapico, aunque Grapico no contenía zumo de uva. Dedicando la canción a todos los bebedores de Grapico, J. Grossman's Sons publicó la canción en 1916 y la proporcionó gratuitamente bajo petición.
En el verano de 1917, el empresario R. R. Rochell y su empresa Grapico Bottling Works, con sede en Birmingham, Alabama, empezaron a comprar barriles de sirope Grapico a J. Grossman's Sons para embotellarlos y venderlos en el mercado de refrescos de Alabama Ese mismo año, la empresa Grapico Bottling Company, con sede en Laurel, Mississippi, también se convirtió en cliente mayorista de J. Grossman's Sons y empezó a embotellar Grapico. Grossman's Sons y comenzó a embotellar y vender Grapico en Mississippi.En 1918, Rochell's Grapico Bottling Works abrió una planta embotelladora en Hattiesburg, Mississippi, como segundo embotellador y vendedor de Grapico en Mississippi.

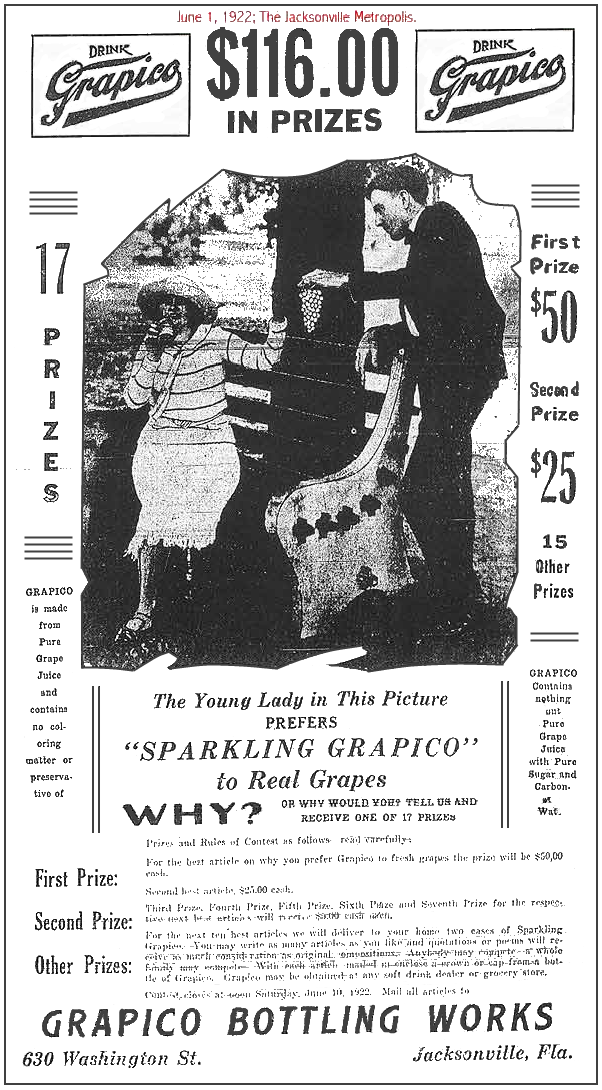
Anuncio del 1 de junio de 1922 de Grapico Bottling Works en The Jacksonville Metropolis periódico de Florida.

En 1919, el fabricante de Grapico, J. Grossman's Sons, tuvo suficiente éxito en sus esfuerzos por distribuir Grapico como para conceder la cuenta publicitaria de Grapico a la Chambers Agency, Inc. de Nueva Orleans. Ya en noviembre de 1919, el empresario J. C. Kramer estaba haciendo negocios en Luisiana bajo el nombre de Grapico Bottling Works (Luisiana), un negocio sin relación con Rochell's Grapico Bottling Works.
En 1920, la demanda de refrescos aumentó significativamente como resultado de la prohibición del alcohol en los Estados Unidos que comenzó el 29 de enero de 1920. El producto Grapico tuvo tanto éxito en 1920, que Grapico se incluyó específicamente en la ley de Luisiana entre los artículos genéricos, Coca-Cola, y RC Cola como artículos a gravar: Sección 22 de la Ley N º 233 de 1920, que decía:
Que todas las personas, asociaciones de personas, empresas y corporaciones dedicadas a la venta de agua de soda, helados, confitería, gaseosas, Coca Cola, Chero-Cola, Grapico u otros refrescos o bebidas similares, pagarán una licencia basada en las ventas brutas anuales, y dichas licencias se fijan y gradúan de la siguiente manera.
Además de experimentar impuestos como resultado de su éxito, los esfuerzos de Grapico encontraron problemas laborales. En 1920, el Sindicato Internacional de Trabajadores Unidos de Cervecerías, Harinas, Cereales, Refrescos y Destilerías presentó a Grapico Bottling Company (Mississippi) un acuerdo sindical. Cuando la empresa se negó a firmar el acuerdo, los 112 empleados de Grapico Bottling Company fueron llamados a la huelga.Finalmente, Grapico Bottling Co. firmó el acuerdo.
En junio de 1922, Grapico Bottling Works fomentó la conexión entre la bebida con sabor artificial y el auténtico zumo de uva a través de una campaña publicitaria. El 1 de junio de 1922, The Jacksonville Metropolis publicó un anuncio de Grapico Bottling Works en el que se anunciaba un concurso de redacción de diez días que ofrecía 116 dólares en metálico como premio a los ensayos sobre por qué un consumidor preferiría "Sparkling Grapico" a las uvas frescas auténticas.El anuncio indicaba que Grapico se elaboraba a partir de zumo de uva puro con azúcar puro y agua carbonatada y que no contenía colorantes ni conservantes. Aunque no era cierta, esta información coincidía con las etiquetas del producto Grapico utilizadas por J. Grossman's Sons en los barriles que se enviaban y recibían en R. R. Rochell.
Los problemas de la Grapico Bottling Company, con sede en Mississippi, no acabaron con sus problemas sindicales. En septiembre de 1924, John Henry Ennis de Ellisville, Mississippi, compró una Grapico. Al beberla, Ennis descubrió que el contenido estaba lleno de moscas, algunas de las cuales se tragó y enfermó. Al presentar una demanda contra Grapico Bottling Company y su único accionista, Philip Carriere, Ennis se enteró de que Grapico Bottling Company se había presentado como sociedad y se había disuelto con éxito entre el momento en que Ennis consumió las moscas y presentó la demanda contra Grapico Bottling.  En apelación, el Tribunal Supremo de Mississippi emitió una opinión que sirvió de precedente en Mississippi para la norma de que un accionista de una corporación no es responsable de las deudas, obligaciones y otros actos de la corporación.Tras la disolución de Grapico Bottling Company (Mississippi) en 1925, Rochell's Grapico Bottling Works se convirtió en el único proveedor de Grapico en Mississippi.
Competencia desleal mediante publicidad engañosa
Prácticamente desde su creación en 1914, J. Grossman's Sons asoció Grapico con el auténtico zumo de uva a través de sus anuncios y papelería comercial. La asociación pública de Grapico con el auténtico zumo de uva permitió a J. Grossman's Sons competir directamente con productores de auténtico zumo de uva como Welch Grape Juice Co. y tener ventaja sobre otros productores de bebidas de imitación con sabor a uva.Un problema de este enfoque era que Grapico era una bebida de uva artificial que no incluía ni zumo de uva auténtico ni fruta de la uva.
En mayo de 1926, J. Grossman's Sons se convirtió en una sociedad desaparecida y vendió su fórmula Grapico y todos los derechos relacionados con dicha fórmula a Pan American Manufacturing Co., Inc, una empresa de Luisiana que había estado fabricando y vendiendo extractos, helado en polvo y siropes y sabores para refrescos desde Nueva Orleans desde 1911.Pan American comenzó a fabricar sirope y concentrado de Grapico y continuó suministrando a sus clientes mayoristas de fuera de Luisiana botellas de un galón de Grapico concentrado para que pudieran fabricar Grapico.Además, a través de su empresa filial, World Bottling Co, Pan American continuó suministrando a sus clientes minoristas de Luisiana Grapico embotellado para su consumo En el momento en que Pan American adquirió el negocio de Grapico, tenía tres clientes mayoristas de Grapico: Rochell's Grapico Bottling Works en Birmingham, Alabama, y dos plantas embotelladoras que operaban en Mississippi. Pan American vendía el concentrado de Grapico a sus clientes mayoristas a 7,50 dólares el galón y Pan American y sus tres clientes mayoristas vendían el Grapico embotellado a 5 centavos la botella de 7 onzas.
Pan American continuó asociando su bebida de uva artificial con el auténtico zumo de uva en anuncios de publicaciones periódicas comerciales, tarjetas de presentación, periódicos, gorras de niño para uso de los clientes y en la papelería de su empresa.Normalmente, el material publicitario mostraba imágenes de viñedos de uva y racimos de uvas junto con las afirmaciones calificativas:
Grapico
Naturalmente bueno
Reconocido
La mejor
Bebida de Uva
del mercado
Espumoso
Grapico
Naturalmente Buena
Además, Pan American continuó con la práctica de J. Grossman's Sons de utilizar botellas transparentes de 7 onzas con etiquetas moldeadas que mostraban de manera prominente una representación pictórica de un racimo de uvas con la palabra "Grapico" Dado que el producto estaba coloreado y aromatizado artificialmente para simular la apariencia, el sabor y el olor del jugo de uva, la combinación de los anuncios, el molde del racimo de uvas de la botella y el producto en sí implicaban para los demás que el producto Grapico estaba compuesto de jugo de uva puro.
En julio de 1928, la Comisión Federal de Comercio acusó a Pan American de métodos desleales de competencia y prácticas engañosas. Tras conocer la denuncia de la Comisión Federal de Comercio, Pan American modificó las etiquetas que utilizaba en sus jarras de concentrado de un galón.Sin embargo, los esfuerzos fueron demasiado escasos y demasiado tardíos, y Pan American y sus "representantes, agentes, sirvientes, empleados y sucesores" perdieron el derecho a utilizar la palabra "Grapico" para designar su bebida de uva artificial a partir de 1929.Los clientes mayoristas de Pan American, incluida R. R. Rochell, fueron considerados víctimas de la competencia desleal de Pan American y la orden de cese y desistimiento relativa al nombre Grapico no se extendió a ellos.

### R. Grapico de R. Rochell
R. R. R. Rochell era un hombre de negocios de éxito que operaba en Birmingham, Alabama. Su éxito llegó a pesar de que era analfabeto.Era uno de los dos principales accionistas de la Edgewood Amusement Company, que se disolvió en 1924. Rochell comenzó a vender Grapico embotellado en Alabama en 1917 y luego en Mississippi en 1918. En junio de 1920, Rochell's Grapico Bottling Works se constituyó formalmente en Alabama como "The Grapico Bottling Works"
Los primeros esfuerzos de Rochell en Grapico no estuvieron exentos de problemas. Por ejemplo, en noviembre de 1921, Grapico Bottling Works adquirió una máquina semiautomática Baltimore, modelo B-1485, de 648 dólares a la empresa Crown Cork and Seal Co. de Nueva Orleans, para tapar y sellar botellas de agua de soda. En tres meses, la taponadora empezó a fallar. Con frecuencia, el cuello de las botellas en movimiento se atascaba en la máquina, lo que además rompía las botellas cuyo contenido empapaba a los trabajadores.Además, los tapones fabricados por la máquina no cerraban correctamente, por lo que el gas carbónico se escapaba de las botellas de Grapico.Después de que Grapico se negara a pagar el saldo de 358 dólares, el Sheriff embargó la máquina embotelladora a Grapico. El asunto fue resuelto tres años y medio más tarde por el Tribunal de Apelación del Primer Circuito de Luisiana, que anuló el contrato de venta de la máquina para que Grapico Bottling Works dejara de deber el saldo.
En 1922, Grapico de R. R. Rochell se había expandido al mercado de refrescos de Florida.Con la disolución de Grapico Bottling Company (Mississippi) en 1925 y la prohibición de Pan American de utilizar el nombre "Grapico" en relación con la bebida de uva artificial Grapico, Rochell se convirtió en el único proveedor de Grapico embotellado en Alabama, Florida, Georgia, Mississippi y Louisiana en 1929.
En 1938, R. R. Rochell operaba en Alabama con el nombre de "Orange Crush 7-Up Bottling Company".En aquella época, producir una caja de Grapico en la planta de Rochell en Birmingham costaba 0,44312 céntimos y distribuir esa misma caja a 160 km de distancia costaba 0,32734 céntimos, lo que suponía un coste total de aproximadamente 0,77 céntimos por caja para distribuir una caja de refrescos en las zonas circundantes.El producto se vendía a 0,80 la caja, lo que suponía un beneficio de 0,03 céntimos por caja.

Justo antes de morir, a principios de 1940, R. R. Rochell solicitó una marca federal para Grapico en nombre de Orange Crush 7-Up Bottling Company. La marca federal se concedió justo después de que Rochell garantizara los derechos nacionales de la marca Grapico a Orange Crush 7-Up Bottling Company.Ese mismo año, Grapico se vendió utilizando el eslogan de la marca,
En junio de 1947, la empresa de Rochell empezó a utilizar los nombres "The Grapico Bottling Company" y "The Grapico Company of America" En octubre de 1949, el nombre de "The Grapico Bottling Company" se cambió por el de "Orange Crush 7 Up Bottling Company" para reflejar el trabajo que estaba realizando en Alabama en nombre de Seven-up Company. A pesar de los esfuerzos de la empresa de Alabama, la Seven-up Company se negó a conceder a The Grapico Company of America una franquicia de embotellado para gestionar los refrescos Seven-up. En 1953, la empresa ya operaba como Orange Crush-Grapico Bottling Company. En julio de 1957, el nombre de la empresa embotelladora se cambió oficialmente a "Orange Crush Grapico Company".
En 1955, Grapico Company of America amplió sus marcas con sabor a fruta a la naranja con Orangico, un juego de palabras con el nombre Grapico. Orangico debía incluir auténtico zumo de naranja. Orangico, a base de zumo de naranja, no se vendió bien y la marca federal acabó caducando en 1999.
En septiembre de 1981, tanto los derechos de franquicia de la marca Grapico como The Pepsi Bottling Group en Newnan, Georgia, fueron adquiridos por Buffalo Rock, una embotelladora independiente de Pepsi fundada en Birmingham, Alabama, en 1901Tanto Buffalo Rock como las empresas de R.R. Rochell estaban ubicadas en Birmingham desde principios del siglo XX. Por ejemplo, en octubre de 1940, el negocio de R.R. Rochell estaba situado en el número 1031 de la 11th Avenue North y el de Buffalo Rock en la 10th Avenue y la 26th Street North-una distancia de unas tres millas (5 km).
Al menos entre 1981 y 1988, Grapico sólo se distribuyó en tres estados: Alabama, Florida y Georgia. En agosto de 1988, Buffalo Rock anunció que ampliaría la distribución de Grapico al resto del sudeste de Estados Unidos.El anuncio coincidió con el nuevo y más contemporáneo envase de Grapico. En junio de 1990, Grapico se vendía en Carolina del Sur.
Buffalo Rock revivió la marca Orangico en 1999, esta vez para ser utilizada en un jarabe de naranja artificial en lugar de una bebida real a base de naranja. Buffalo Rock introdujo Diet Grapico en 2005Grapico es producido por Buffalo Rock a través de su planta embotelladora de Columbus, Georgia, Sun Fresh Beverages, Inc.
A petición de Buffalo Rock, una tienda de cupcakes en Homewood introdujo un cupcake Grapico en 2012.

## En la cultura popular
Grapico se menciona en Tomates verdes fritos en el Whistle Stop Cafe, novela superventas de 1987 de Fannie Flagg.La novela de Anne George Murder on a Bad Hair Day, de 1996: A Southern Sisters Mystery, y la novela de 2004 Making Waves, de Cassandra King,el Grapico mezclado con vodka Absolut Peppar con sabor a jalapeño es una bebida llamada la Exnovia. Se llama la Exnovia porque "es dulce y parece una buena idea, pero al final te va a quemar y te va a sentar mal."El Grapico y el ron de coco se llaman "grapicolada".